# Rana moellendorffi
Rana moellendorffi là một loài ếch trong họ Ranidae. Chúng là loài đặc hữu của Philippines.
Các môi trường sống tự nhiên của chúng là các khu rừng ẩm ướt đất thấp nhiệt đới hoặc cận nhiệt đới, sông, sông có nước theo mùa, đầm nước ngọt, và đầm nước ngọt có nước theo mùa. Loài này đang bị đe dọa do mất môi trường sống.